# Union des Églises baptistes missionnaires en Côte d'Ivoire
L’Union des Églises baptistes missionnaires en Côte d'Ivoire (UNEBAM-CI) est une association chrétienne évangélique d'églises baptistes en Côte d'Ivoire. Elle est affiliée à la Fédération Évangélique de Côte d’Ivoire et à l’Alliance baptiste mondiale. Son siège est situé à Abidjan.

## Histoire
L’Union des Églises baptistes missionnaires en Côte d'Ivoire a ses origines dans une mission américaine du Conseil de mission internationale en 1966 ,. Elle est officiellement fondée en 1979, sous le nom de Églises évangéliques baptistes méridionales en Côte d'Ivoire. En 2006, elle comptait 100 églises et 10 000 membres . Selon un recensement de l’association, en 2023 elle aurait 300 églises et 15 000 membres.

## Écoles
La convention compte 6 écoles primaires .
Elle compte un institut de théologie affilié, le Séminaire Baptiste de Formation Pastorale et Missionnaire de Toumodi .